# Vicente García (cantautor)
Vicente Luis García Guillén (Santo Domingo, Distrito Nacional; 30 de marzo de 1983) es un compositor, músico y cantante dominicano con una sensibilidad especial hacia la música dominicana y del Caribe. En 2017 ganó 3 Premios Grammy Latinos en las categorías Mejor Nuevo Artista, Mejor Álbum Cantautor con su disco A la Mar y Mejor Canción Tropical con el sencillo Bachata en Kingston. 
Comienza su carrera como solista en el 2011 y edita su primer disco Melodrama. En el 2014 estrena Te soñé, un sencillo que le abre las puertas en Latinoamérica y en 2016 firma con Sony Music para lanzar su segundo álbum A la Mar coproducido por Eduardo Cabra y Vicente García. Para principios de 2019 lanza su más reciente álbum de estudio Candela, álbum que recibió varias nominaciones en los Premios Grammy Latinos  y Premios Grammy.

## Inicios musicales
Vicente García nació el 30 de marzo de 1983 en la ciudad de Santo Domingo, capital de la República Dominicana. Es el tercer hijo del doctor Vicente José García Siragusa y la artista plástica Ani Guillén Pelegrin. Desde pequeño comenzó a mostrar gran interés por la música, ya que creció en una casa en donde ésta ejercía un papel importante en su día a día.
A los doce años, tras robarle una guitarra clásica a su tía, empieza a tocar y a componer sus primeras canciones. El hecho de que su padre creciera en una familia de pianistas clásicos hizo que la música tuviera gran relevancia en su hogar, lo que le permitió encaminarse en su proyecto de vida.
Escuchó y apreció cada uno de los discos que encontraba en su casa, desde Herbie Hancock y Mahavishu Orchestra hasta Peter Gabriel, Robert Johnson y Crosby, Stills & Nash, Steel Pulse, Fito Páez o Luis Alberto Spinetta.
A los 16 años comenzó a juntarse con amigos y vecinos para tocar la música de los proyectos favoritos: Rage Against The Machine, Deftones, Tool, entre otros.
Al iniciar sus estudios universitarios se interesa mucho por la música afro, el reggae, el R&B y el funk. Empieza a tener como referente el trabajo de Los Tetas, Illya Kuryaki and the Valderramas, Tiro de Gracia y Makiza, pero sobre todo desarrolla una obsesión con la música de Stevie Wonder.
En el 2002 junto a Carlos Chapuseaux, Joel Berrido y Adolfo Guerrero forma una banda de funk/soul llamada Calor Urbano, una propuesta que revitalizó la escena alternativa de su país. A partir de este momento la música se convierte en su prioridad y adquiere la experiencia del artista.
Su sencillo Calor Urbano y Pa Que No Pienses del álbum Transmisión Groove los consagró como una de las bandas más relevantes para la juventud del país, ubicándose en las primeras posiciones de las emisoras dominicanas y ganando varios Premios Casandra.
En paralelo al trabajo que hacía con el grupo, Vicente escribía canciones más íntimas que reflejaban otras vivencias. Gracias al alcance de Internet sus demos “No Fue Un Milagro”, “Más Que Ayer”, “Para Ti” y “Me Basta” se dieron a conocer de una manera masiva e informal.
En 2008 es invitado por Juan Luis Guerra a hacer parte de su gira “La Travesía”. Durante ella, Vicente comprueba el impacto que tenía la música dominicana frente a otras culturas; Es entonces cuando decide emprender su camino musical en el género de la bachata.

## Ámbito solista

### Melodrama (2011)
A principios del 2010, después de 8 años de hacer funk, decide experimentar un poco más con su identidad caribeña. Comienza a ver la bachata como canción de autor, situación que le permite fusionar los ritmos tropicales con otros géneros e influencias entre las cuales se encuentran los boleros, el Cha-cha-chá, Juan Luis Guerra, Robi Draco Rosa, Ismael Rivera, Luis Diáz, Cortijo y su Combo, La Fania, Alberto Beltrán, Juan Lockward, entre otros.
“Empecé a enamorarme de lo mío, de todo lo que estaba ahí: Descubrí un universo de nuevas sensibilidades y me identificaba mucho”. —Vicente García
Vicente graba, en Brooklyn, su disco debut “Melodrama” junto a Rafael Lazzaro Colón bajo el sello de Capitol Latin / EMI. Se presenta como primer sencillo del álbum “Cómo Has Logrado”, una bachata sofisticada con el sonido de Motown que logra gran acogida en Colombia y Puerto Rico. Seguidamente se lanza “Poquito a Poquito”, con la colaboración de Ximena Sariñana, y la versión reggae de “Mi Balcón” junto a Cultura Profética.
Este disco cobra gran reconocimiento en la industria musical y es halagado por la Revista Billboard:
"Protegido de la estrella de la bachata dominicana Juan Luis Guerra, el recién llegado Vicente García es un trovador con golpes de ritmo tropical y maravillosas canciones pegadizas"- Leila Cobo, Billboard Magazine
"Vicente es un músico de verdad, su manera de cantar y tocar la guitarra lo hace el Stevie Wonder de la nueva bachata”.—Juanes
"Estuve cerca de la creación de Melodrama y considero que es un disco formidable que ha logrado un sonido único e innovador".—Juan Luis Guerra
Durante el 2010 visitó España, Estados Unidos, Colombia, Puerto Rico, Perú, Uruguay, Argentina, Chile y además, formó parte de varias giras internacionales, entre ellas, “A Son De Guerra” de Juan Luis Guerra y el tour “Drama y Luz” del grupo mexicano Maná. El éxito de “Melodrama” lo posiciona como una de las grandes revelaciones de la música hispana.
Juanes lo invitó a participar en la Teletón Colombia, de este año, y hacer parte de su gira “Unplugged Tour” por varios países.

### Salida de Capitol Latin
Al presentar las maquetas de “Te Soñé” y “Mi Yolita”, canciones que preparaba para su segundo álbum que no recibe una buena acogida por parte de la discográfica y opta por finalizar su contrato para seguir de manera independiente.
En ese momento contempla la idea de retirarse de los escenarios y dedicarse exclusivamente a componer para otros artistas, como es el caso de Mario Domm del grupo mexicano Camila, con el que escribe las canciones “Este Momento” y “Tu Tiempo Ya Se Fue” del disco Elypse (2014).

### Investigación cultural
En una búsqueda de sus raíces, y en busca de descubrir ritmos, toques y cantos de la música folclórica popular de su isla, en el verano de 2010 tomó un curso sobre la etnomusicología de la música dominicana dictada por la etnomusicóloga norteamericana Sydney Hutchinson en el Centro León. A finales del 2012, hizo un recorrido por distintas ciudades y provincias de la República Dominicana. En ese camino se encontró con expresiones populares como el Priprí, Balsié o Palo Echao, característico en comunidades del Sur; Los Congos de Villa Mella de la comunidad rural de Mata los Indios y el Gagá proveniente de Haití pero también adoptado en todos los bateyes de la República.
Tanto la obra de Luis Días, la cual precisamente fomentó su búsqueda, como las composiciones del trovador criollo Juan Lockward se convirtieron de gran influencia para él en esta etapa de su vida.
Posterior a esta profunda inmersión en la música autóctona de su país, comenzó a escribir canciones en las que fusionó con éxito los sonidos folclóricos con sus influencias musicales predilectas, en especial con el folk y la bachata.

### Etapa independiente
Sin presentarse en vivo por un tiempo, mantiene una fluida interacción con sus fanes a través de las redes sociales: integrándolos en su proceso creativo y haciendo transmisiones en vivo desde su casa en Santo Domingo. Como resultado de esta dinámica, graba un vídeo de una sesión a piano y voz del sencillo Te Soñé, canción inédita que logra una fuerte conexión con las personas que seguían su carrera desde el álbum debut y otros seguidores que se identificaron con esta propuesta.
En noviembre del 2013 regresa a Colombia después de varios años de ausencia para representar a República Dominicana en la feria musical Circulart que se celebra en la ciudad de Medellín. Durante esta visita realiza un concierto que le permitió llevar a cabo múltiples conciertos en Bogotá y Medellín, donde lo recibieron con mucha efusividad. Estas presentaciones marcaron el inicio de su nueva etapa independiente.
El impacto orgánico de sus canciones en la web, en especial el vídeo de “Te Soñé”, que cuenta con más de 60 millones de visitas logra fortalecer su presencia en los medios. Gracias al crecimiento acelerado del número de sus seguidores y a su amistad con reconocidos músicos colombianos como Santiago Cruz, Monsieur Periné, Juan Pablo Vega, Esteman, Manuel Medrano y Chabuco, se traslada a Bogotá para continuar con la siguiente etapa de su proyecto.
En el 2014 estrena la versión estudio para radio de 'Te Soñé, la cual lo posiciona en los primeros puestos de los listados de audiencia a nivel nacional, creando un gran reconocimiento en la escena independiente de Colombia.
Durante este año, realiza diferentes presentaciones en las que se destacan: dos conciertos “lleno total” en El Sitio Bar en Bogotá, una presentación especial de sus conciertos "La tropical Bogotana" en esta misma ciudad; el concierto García - García, en su primera visita a México, junto a la vocalista de Monsieur Periné, Catalina García; y el inolvidable espectáculo "Tropical Filarmónica" en Santo Domingo, con un ensamble de nueve músicos interpretando éxitos del repertorio popular dominicano y caribeño.
Iniciando el 2015 lanza la canción “Entre Luca y Juan Mejía”, un son con toques de bossa nova que nace luego de conocer a Jesús “Cundengo” Minier, músico y luthier célebre de la comunidad Mata los Indios, Villa Mella.
Para febrero graba en Puerto Rico junto a Monsieur Periné y el productor Eduardo Cabra, “Nuestra Canción”, éxito de “Caja de Música” segundo disco de la agrupación colombiana nominado al Grammy Latino en la categoría Álbum del Año. Esta colaboración con Eduardo da paso a su participación como productor en lo que será “A La Mar”, segundo álbum de estudio de Vicente.

### A La Mar (2016)
En agosto de 2015, a 4 años de haber lanzado “Melodrama”, comienza el proceso de grabación de su segundo disco en solitario con Eduardo Cabra “Visitante” del grupo Calle 13 quien asume, junto a Vicente el papel de productor. En el proceso logran hacer un acercamiento a la música antillana desde un punto de vista más popular, con ritmos caribeños y afroantillanos. La participación de "visitante" logra que las ideas y referencias folclóricas que proponía Vicente alcanzaran una estética sonora actual.
El disco se caracteriza por una fusión y variedad de géneros musicales que van desde la Bachata al Reggae, pasando por el Pri-prí, el Gagá, los Congos de Villa Mella, los cantos populares dominicanos y el Folk. Alrededor de 24 músicos participaron en la grabación desde República Dominicana, Puerto Rico y Colombia. Se destaca una colaboración de Los Gaiteros de San Jacinto en el tema “Espuma y Arrecife” y la participación del grupo Salve de Mata Los Indios en la canción “Zafra Negra” que da cierre al disco. 
En esta nueva etapa se interesa por el sonido de la bachata popular y para ello invita al reconocido guitarrista dominicano Mártires de León que graba los temas “Mal De Amore” y “Bachata en Kingston”, este último, una fusión del dub de Jamaica con el toque característico de la guitarra bachatera dominicana.
El contenido de las letras del álbum “A La Mar” propone un nuevo giro en su forma de componer. Una vez más, utiliza nuevos recursos para contar historias desde otro punto de vista abordando el amor con un lenguaje popular que plantea temas sociales. “Carmesí” primer sencillo del álbum (24 de junio de 2016)
Para el arte del álbum colabora con el artista autodidacta dominicano, Nadal Walcot, cuyos dibujos retratan la vida cotidiana, los mitos y la cultura de los cocolos e inmigrantes descendientes de esclavos africanos de las islas inglesas del Caribe.
Entre 2016 y 2018 el Tour A la Mar recorrió más de 40 ciudades alrededor de Europa, Estados Unidos y Latinoamérica, ubicando a Vicente como uno de los artistas latinos con mayor proyección internacional en los próximos años. En febrero de 2018 en Washington D. C. grabó para NPR Music su sesión de Tiny Desk Concerts.
Para el segundo semestre de 2018 finaliza el Tour A la Mar e inicia el proceso de grabación de su tercer disco de estudio lanzado a principios del 2019.
A la Mar fue nombrado por Los Angeles Times como uno de Los 10 mejores álbumes latinos de la década.

### Candela (2019)
Candela es un viaje de 15 canciones hacia el corazón de la música dominicana, liderado por la voz de Vicente y acompañado en la producción por Eduardo Cabra (Visitante de Calle 13), su socio también en el proyecto vanguardista de música electrónica latina Trending Tropics. El álbum cambia con destreza desde la contagiosa bachata-trap de “Ahí Ahí” hacia una arriesgada elegía de los nativos taínos en “Maguá”, y los coros Afro-líricos de “Detrás del Horizonte”. 
La versatilidad de Candela es tan generosa que incluye un riesgo inusual, la primera canción con letra en inglés que lanza el dominicano, la envolvente “Palm Beach”, que dramatiza en su temática la intersección entre el Norte y el Sur del Continente Americano, elemento que fluye particularmente bien en este disco.
Candela fue pre-producido en Samaná (2018) y grabado en Santo Domingo (Terranota Studios), Puerto Rico (La Casa del Sombrero), Nueva York (Flux Studios) y Bogotá (Nebula Studios). Mezclado por Fab Dupont y Harold Wendell Sanders, masterizado por Diego Calviño, ingeniero de grabación: Jose Victor Olivier.
El Tour Candela inició en mayo de 2019 en Estados Unidos y continuó por Europa y Latinoamérica. Esta gira le permitió al dominicano llevar su música por primera vez a ciudades como Ámsterdam, Londres, Granada, Boston, Orlando, sumadas a otras visitadas en giras anteriores.

## Estilo musical
La música de Vicente combina varios estilos musicales como la bachata, el reggae, el soul, el funk, los ritmos antillanos y caribeños, el bolero y las expresiones folclóricas de su país. A su vez la música africana ha sido un gran referente en su trabajo.
En sus letras evoca paisajes e imágenes del Caribe para contar historias cotidianas de amor y desamor. Se caracteriza por incorporar expresiones populares de República Dominicana en sus composiciones.

## Discografía
- 2011 - Melodrama

1. Mi Balcón
2. Poquito A Poquito (Feat. Ximena Sariñana)
3. Como Has Logrado
4. Yo Robo
5. Indiferencia
6. Dos Y Siete
7. Bai Bai Bonita
8. Mientras Cae La Noche
9. Agualluvia
10. Caramelo
11. Mi Balcón (Feat. Cultura Profética)
- 2016 - A la Mar

1. A La Mar
2. Dulcito e Coco
3. Carmesí
4. Espuma y Arrecife (Feat. Los Gaiteros de San Jacinto)
5. Pa Nuevayor
6. Amor Pretao
7. She Prays
8. El Yeyo
9. Mal de Amore
10. Bachata en Kingston
11. Bohío
12. La Paloma
13. La Esquinita
14. Zafra Negra (Feat. Grupo de Salve de Mata los Indios)
15. Te Soñé (Bonus Track)
- 2019 - Candela

1. Guatú
2. Candela
3. El Reperpero
4. La Tambora
5. Detrás Del Horizonte
6. Murió Con Flores
7. Ahí Ahí
8. Merengue De Enramada
9. Lo Que Más Extrañas
10. Un Conuco y Una Flor
11. Loma De Cayenas (Feat. Juan Luis Guerra)
12. Palm Beach
13. San Bá
14. Magüá
15. Contracanto
- 2022 - Camino al Sol

1. Camino al Sol
2. Desvanecer
3. Circles of the Sun
4. Jugar a Vivir
5. Saber Fluir
- 2023 - Desde Otro Malecón

1. Desde Otro Malecón
2. Funcking Frenesí
3. Cuando Baje el Sol
- Sencillos

- 2011 - Cómo has Logrado
- 2011 - Mi Balcón (Feat. Cultura Profética)
- 2014 - Te Soñé
- 2015 - Entre Luca y Juan Mejía
- 2016 - Carmesí
- 2017 - Dulcito e Coco
- 2017 - Bachata en Kingston
- 2018 - Loma de Cayenas (Feat. Juan Luis Guerra)
- 2019 - Candela
- 2019 - Ahí Ahí

## Premios y nominaciones

### Premios Grammy
| Año  | Categoría                 | Trabajo Nominado | Resultado |
| ---- | ------------------------- | ---------------- | --------- |
| 2020 | Best Tropical Latin Album | Candela          | Nominado  |

### Premios Grammy Latinos
| Año  | Categoría                                 | Trabajo Nominado                | Resultado |
| ---- | ----------------------------------------- | ------------------------------- | --------- |
| 2017 | Álbum del Año                             | A la Mar                        | Nominado  |
| 2017 | Mejor Álbum Cantautor                     | A la Mar                        | Ganador   |
| 2017 | Mejor Nuevo Artista                       |                                 | Ganador   |
| 2017 | Canción Tropical del Año                  | Bachata en Kingston             | Ganador   |
| 2019 | Grabación del Año                         | Ahí Ahí                         | Nominado  |
| 2019 | Mejor Álbum Contemporáneo/Fusión Tropical | Candela                         | Nominado  |
| 2023 | Mejor Álbum Folclórico                    | Camino Al Sol                   | Ganador   |
| 2024 | Canción del Año                           | A Fuego Lento Ft. Daymé Arocena | Nominado  |

### Premios Soberano
| Año  | Categoría          | Trabajo Nominado         | Resultado |
| ---- | ------------------ | ------------------------ | --------- |
| 2017 | Álbum del Año      | A la Mar                 | Nominado  |
| 2017 | Compositor del Año |                          | Nominado  |
| 2018 | Videoclip del Año  | Dulcito e Coco           | Ganador   |
| 2022 | Canción del Año    | Camino al Sol            | Ganador   |
| 2023 | Concierto del Año  | Vicente García Sinfónico | Ganador   |

### Premios Shock
| Año  | Categoría                             | Trabajo Nominado | Resultado |
| ---- | ------------------------------------- | ---------------- | --------- |
| 2016 | Mejor Artista Nueva Ola Latinoamérica |                  | Nominado  |
| 2016 | Mejor Disco Latinoamérica             | A la Mar         | Nominado  |